# لادیسلاو هلگه
لادیسلاو هلگه (چکی: Ladislav Helge; ۲۱ اوت ۱۹۲۷ – ۳۱ ژانویهٔ ۲۰۱۶) کارگردان فیلم و فیلم‌نامه‌نویس اهل کشور جمهوری چک بود. او بین سال‌های ۱۹۵۷ تا ۱۹۶۷، ۷ فیلم را کارگردانی کرد. او همچنین برای ۵ فیلم فیلمنامه نوشت. وی از اواسط دهه ۱۹۹۰، ریاست بخش کارگردانی فیلم در مدرسه فیلم و تلویزیون آکادمی هنرهای نمایشی در پراگ را بر عهده داشت.